# Chela laubuca
Chela laubuca és una espècie de peix cipriniforme de la família dels ciprínids.

## Morfologia
Els mascles poden assolir els 17 cm de longitud total.

## Distribució geogràfica
Es troba al Pakistan, l'Índia, Bangladesh, Sri Lanka, Myanmar, Malàisia, Indonèsia, Nepal i Indoxina, incloent-hi els rius Mekong i Chao Phraya.